# Коваленки (Сумський район)
Ковале́нки — село в Україні, у Білопільській міській громаді Сумського району Сумської області. Населення становить 19 осіб. До 2018 орган місцевого самоврядування — Білопільська міська рада.

## Географія
Село Коваленки розташоване на правому березі річки Вир, вище за течією на відстані 1 км розташоване село Омельченки, нижче за течією примикає місто Білопілля, на протилежному березі село Воронівка.
Річка у цьому місці звивиста, утворює лимани, стариці та заболочені озера.

## Назва
На території України є 3 населених пункти із назвою Коваленки.

## Історія
- Село постраждало внаслідок геноциду українського народу, проведеного урядом СССР 1923—1933 та 1946–1947 роках[джерело?].
- 12 червня 2020 року, відповідно до розпорядження Кабінету Міністрів України № 723-р «Про визначення адміністративних центрів та затвердження територій територіальних громад Сумської області», село увійшло до складу Білопільської міської громади[1].
- 19 липня 2020 року, в результаті адміністративно-територіальної реформи та ліквідації Білопільського району, село увійшло до складу новоутвореного Сумського району[2].

## Населення

### Мова
Розподіл населення за рідною мовою за даними :
| Мова       | Кількість | Відсоток |
| ---------- | --------- | -------- |
| українська | 19        | 100%     |